# Касым-бей Караманид
Касым-бей Караманид (тур. Kasım Bey; умер 1483) — правитель бейлика Караманидов (Караманогуллары) в 1469—1483 годах (1469—1474/75 совместно с Пир Ахметом), сын Ибрагим-бея и дочери Мехмеда I. На период жизни Касыма пришлось покорение бейлика османами. После смерти Ибрагима в 1463/64 году его сыновья постоянно воевали то между собой за трон, призывая на помощь османского султана Мехмеда II или правителя Ак-Коюнлу Узун-Гасана, то с османской армией за независимость бейлика. В 1481 году Касым поддержал Джема против Баязида.

## Биография
Касым был сыном Ибрагим-бея и дочери Мехмеда I, тем самым он был кузеном Мехмеда II. У Ибрагима-бея были ещё сыновья от принцессы, среди них Пир Ахмет, и один сын, Исхак, от рабыни. Османские источники сообщали, что Ибрагим не любил своих сыновей, в жилах которых текла османская кровь, и планировал сделать наследником Исхака. Когда в 1463/64 году отец серьёзно заболел, Пир Ахмед захватил власть и сверг отца. После смерти Ибрагим-бея началась борьба за влась между его сыновьями, которые попеременно обращались за помощью то к султану Мехмеду, то к правителю Ак-Коюнлу Узун-Гасану. В обмен на военную помощь Пир Ахмед согласился на вассальную зависимость от Мехмеда, но в 1467 году отказался присоединиться к планируемой кампании против мамлюков, чем разгневал султана, и в следующем, 1468 году, Мехмед II напал на Караман. Пир Ахмет сбежал к Узун-Гасану, а османская армия захватила столицу Карамана — Конью. Некоторое время Касым и Пир Ахмет сражались за власть, но в 1470 году заключили союз против османов. Однако Гедик Ахмед-паша выбил их из Ларинды, а затем братья потеряли Эрменек и неприступный замок Меннан (тур. Mennan Kalesi), где Пир Ахмет держал казну.
Касым-бей, не смирившись с османской оккупацией бейлика, напал на Анкару. В ответ дважды, в 1471 и 1472 годах, Мехмед отправлял в Караман экспедиции и подчинил не только север страны, но и горные районы. Управлять Караманом Мехмед поручил своему сыну, шехзаде Мустафе. В 1472 году Узун-Гасан атаковал Караман, собираясь восстановить Пир Ахмета на троне Карамана. Во главе армии в 20 000 человек, помимо Юсуфчи Мирзы, племянника и военачальника Узуна-Гасана, стояли Касым и Пир Ахмет. Они захватили и разорили Токат, через который шла торговля шёлком и который приносил немалый доход в казну султана. По сообщениям историков, жестокость войск при взятии Токата превосходила ужасы, пережитые городом при его захвате Тамерланом. Город был сожжён, а его жители — пытаны и убиты. Войска смогли захватить Кайсери, но, осадив Конью, Караманиды и Юзуфча Мирза не добились успеха. Им стало известно, что в их сторону идёт османская армия, и они двинулись навстречу ей. В битве у Бейшехира шехзаде Мустафа разбил армию Ак-Коюнлу, после чего Пир Ахмет укрылся у Узун-Хасана, а Касым ушёл с отрядом в Силифке.
Караманиды предоставили своё побережье для выгрузки оружия, которое венецианцы послали Узун-Гасану для войны с Мехмедом II, но османский флот выгрузку сорвал. Брат Касыма, Пир Ахмет, летом 1473 года принимал участие в битве при Отлукбели, возглавив правый фланг армии Узун-Гасана. После поражения сбежал с ним и перебрался в Силифке, к Касыму.
После походов 1475 года Гедика Ахмеда-паши Касым потерял бейлик. Тем не менее после смерти Мехмеда II в 1481 году Касым поддержал претендента на султанский престол Джема и почти восстановил свой эмират.  Европейцы называли Касым-бея Караманида «Gran Karamano» и считали королём Киликии. Однако после того, как Джем сбежал, найдя убежище у иоаннитов на Родосе, Касым признал османский сюзеренитет. Он управлял бейликом как вассал Османской империи до своей смерти в 1483 году.